# Lissonotus andalgalensis
Lissonotus andalgalensis là một loài bọ cánh cứng trong họ Cerambycidae.